# 요세바

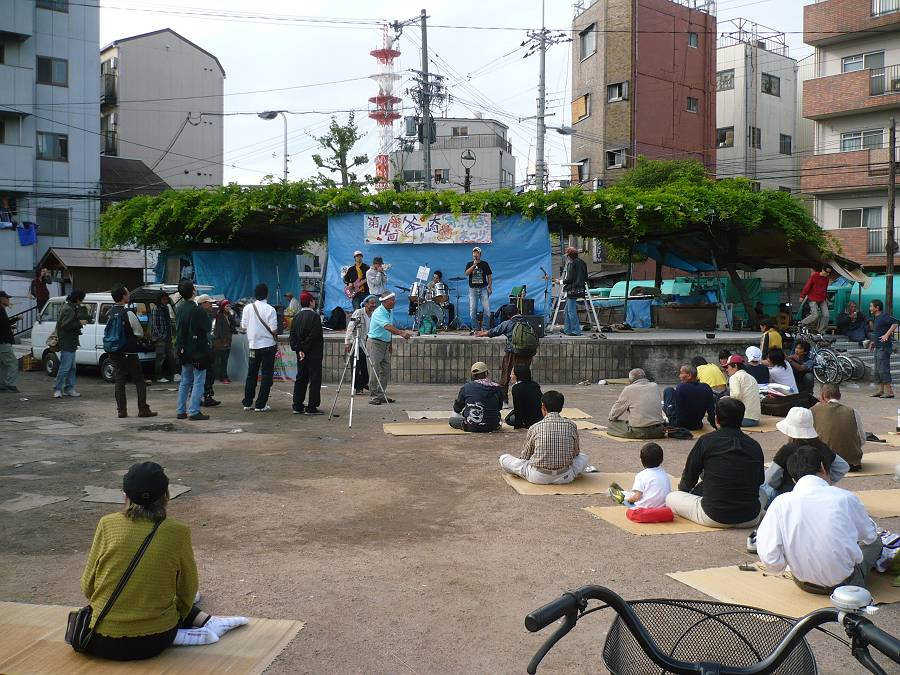
오사카 아이린지구 마츠리.

요세바(일본어: 寄せ場)란 일본에서 일용직 노동의 구인업자와 구직자가 다수 모이는 장소를 말한다. 요리바(일본어: 寄り場)라고도 한다. 오사카시 카마가사키 아이린지구, 도쿄도 다이토구 산야지구, 가나가와현 요코하마시 중구 코토부키정을 일본 3대 요세바로 꼽는다.
에도시대에 막부가 에도 이시카와섬(현 도쿄도 중구 츠쿠바) 등지에 설치한, 무숙자・범죄자 수용소인 인족기장(닌소쿠요세바)이 그 어원이다.
건설업이나 항만하역노동은 날씨나 공사 진척상황, 입항한 배의 수 등에 따라 필요 노동력이 변동하기 때문에, 자사 노동자의 직고용은 최소로밖에 하지 않고 이른 아침에 그날 필요로 하는 노동력을 확보해 현장에 수급하는 것이 보통이다. 현장업체로부터 구인을 하청받은 수배사(手配師)들이 번화가나 슬럼가 등으로 구인을 하러 가고, 반대로 일자리를 구하는 사람들도 수배사들이 많이 오는 곳으로 몰리면서 대도시의 몇몇 장소에 일용노동시장으로서 요세바가 형성되게 되었다.
요세바가 확대・집약됨에 따라, 새벽부터 요세바에 나간 사람이나 정해진 주소가 없는 사람들이 이용하는 간이숙소, 일용직 노동자의 일당을 노린 음식점이나 도박장이 들어서게 되어, 일본 곳곳의 요세바 주위로는 도야가(ドヤ街)라 불리는 일용노동자들의 거리가 형성되어 있다.
오사카, 도쿄 등지의 큰 요세바에서는 질서 있게 구인구직을 할 수 있도록 행정외곽단체가 조정・감시를 실시하고 있다. 또한 불안정한 생활을 하는 일용노동자를 위한 의료・복지 지원도 여기서 수행한다. 학생운동의 흐름을 이어가는 단체들이 요세바를 거점으로 노동운동을 전개하고, 야쿠자 관계자들이 수배사들과 결탁하여 일당의 통일단가를 담합하던 시기도 있었다.
건설・항만노동의 기계화가 진행됨에 따라 현장의 단순노무 수요가 감소하고 있고, 원청 측에서 노동운동 때문에 단가가 상승한 요세바를 기피하게 되어 다수 노동자를 스포츠신문 등으로 모집해 멀리 떨어진 곳에 함바를 운영하는 형태가 출현하면서 요세바 구인은 감소추세에 있다. 고도경제성장 시기의 건설 붐 때는 노동자 공급을 위해 요세바가 확대일로에 있었지만, 경제둔화와 고령화로 인해 실업자가 증가하면서 오늘날의 요세바는 노숙자 양성소가 되어가고 있다. 인구가 많은 도쿄보다 오사카에 노숙자 수가 더 많은 것은 오사카에 일본 최대의 요세바인 아이린지구가 있기 때문이라는 설도 있다. 원래부터 실업대책으로 고용보험 외에도 일부 요세바에서 행정에 의해 식권 배포와 소액대출이 이루어지기도 했다. 하지만 도저히 대처할 수 없게 되면서 아예 요세바가 노숙자 생활보호의 거점이 되는 경우도 있다.

## 참고 자료
- 日本寄せ場学会年報『寄せ場』